# Dipendenza da sostanze
Per dipendenza da sostanze stupefacenti si intende un disturbo multifattoriale correlato a specifiche sostanze che producono alterazioni del pensiero, delle emozioni e del comportamento. Queste sostanze possono essere alcool, droghe, farmaci e psicofarmaci.

## Le cause
Il processo che porta all'uso ed abuso di una sostanza tossica è riferibile a fattori esogeni ed endogeni, che presentano sempre una relazione tra individuo, processo di funzionamento interno e ambiente. Per ambiente si intendono le relazioni, i cicli vitali e gli eventi che elaborati dal soggetto possono indurre ad un principio di uso di sostanze psicotrope. Tra i fattori che possono influenzare la probabilità di sviluppare una dipendenza ritroviamo:
- la noia e la curiosità;
- una forte situazione di stress ed eventi shock;
- la voglia di divertirsi con i propri amici;

## Sintomi
I sintomi correlati all'uso di queste sostanze si manifestano con:
- modificazioni del pensiero, delle emozioni, delle capacità decisionali;
- cambiamenti del comportamento delle abitudini in favore di un uso maggiore della sostanza;
- estrema euforia o forte irritabilità, alterazione dei cinque sensi, perdita di coscienza e di memoria, tachicardia e sonnolenza;
- occhi arrossati, rallentamento dei riflessi e vuoti di memoria.

A questi vanno aggiunti fattori specifici in relazione alla tipologia di sostanza, che vanno dalla insorgenza di anedonia (incapacità di provare appagamento o interesse per attività piacevoli), sino alla sindrome astinenziale vera e propria.

## Diagnosi
La diagnosi è pertinenza di medici esercitanti laureati in Medicina e Chirurgia o Psicologia Clinica, nonché di specializzazioni. La diagnosi, cura e trattamento non possono essere operati da figure che non siano state riconosciute dal Ministero della Sanità. Il disturbo di dipendenza da sostanze stupefacenti (detto anche tossicodipendenza) è strettamente legato a più fattori, che nell'ambito della psicologia clinica e della psicoterapia possono essere espressi come la co-presenza di fattori clinici e di funzionamento interno, tali da poter esprimere, nella stragrande maggioranza dei casi, una prospettiva diagnostica di un Disturbo di Personalità.

## Terapie, cure e trattamenti
I trattamenti principali per aiutare l’individuo ad interrompere l’assunzione della sostanza, evitando che si verifichino ricadute, in modo da recuperare il proprio ruolo in famiglia, sul lavoro e nella società, sono due:
1. la terapia farmacologica, a base di farmaci, utilizzata per gestire i sintomi e prevenire le ricadute;
2. le psicoterapie, utilizzate per il trattamento della dipendenza da sostanze, in particolare la terapia cognitivo comportamentale (CBT), l'approccio motivazionale e la terapia dialettico comportamentale (DBT) si sono dimostrate tra le più efficaci nel raggiungimento dei risultati e nella prevenzione delle ricadute.